# Alzonella
Alzonella es un género de foraminífero bentónico de la subfamilia Amijellinae, de la familia Hauraniidae, de la superfamilia Pfenderinoidea, del suborden Orbitolinina y del orden Loftusiida. Su especie tipo es Alzonella cuvillieri. Su rango cronoestratigráfico abarca el Bathoniense (Jurásico medio).

## Discusión
Clasificaciones previas incluían Alzonella  en la subfamilia Pseudochoffatellinae, de la familia (Cyclamminidae de la superfamilia Loftusioidea, así como en el suborden Textulariina del orden Textulariida o en el orden Lituolida.

## Clasificación
Alzonella incluye a la siguiente especie:
- Alzonella cuvillieri †